# Chihuahua Pearl
Chihuahua Pearl est le treizième album de la série de bande dessinée Blueberry de Jean-Michel Charlier (scénario) et Jean Giraud (dessin). Publié en 1973, c'est le premier album du cycle du trésor des Confédérés (trois tomes).

## Résumés

### Court
Quelques années après la guerre de Sécession, le conseiller militaire du président des États-Unis « oblige » Blueberry à retrouver le trésor de Confédérés dans le but de prévenir la reconstitution d'une armée sudiste qui servirait à mener une guerre de reconquête. Démis de ses fonctions et plus tard accusé de meurtre, Blueberry se met en route vers la ville mexicaine de Chihuahua. Après avoir affronté des soldats mexicains, il prend contact avec une femme belle et volontaire surnommée « Chihuahua Pearl ». Surpris alors qu'il l'embrasse, Blueberry se fait un ennemi du gouverneur de l'État en place. En plus, une bande de jayhawkers est aussi à la recherche du trésor.

### Détaillé
La page de couverture de l'album publié en 1973 montre le visage d'une femme en gros plan. Celle-ci fume un cigarillo, ses lèvres sont écartées et elle regarde droit devant elle.
Blueberry, en patrouille à la frontière du Mexique et des États-Unis, intervient pour empêcher un cavalier solitaire de se faire arrêter par des soldats mexicains. Après un échange « musclé », il apprend le nom du chef des soldats : Vigo. Les soldats partis, il poursuit le cavalier solitaire qui, affolé, s'écrase dans le fond d'un canyon. Blueberry découvre qu'il transportait une lettre à remettre au président des États-Unis.

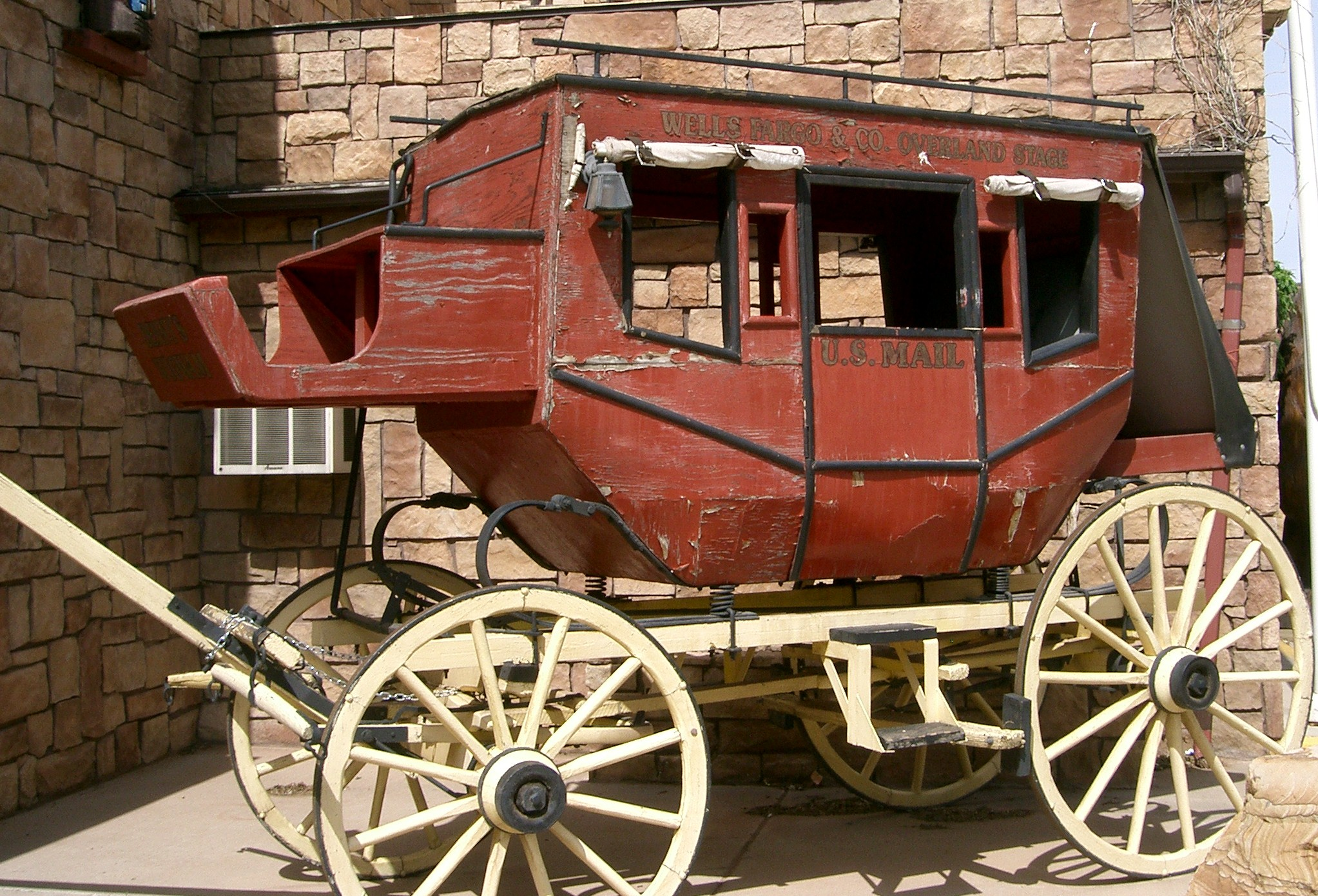
Une diligence utilisée par la Wells Fargo pour livrer du courrier.

Deux semaines plus tard, un homme arrive en diligence au village le plus proche de fort Navajo. Il souhaite se rendre au fort pour y rencontrer Blueberry. Deux vieillards lui révèlent que ce dernier est en prison. Après avoir discuté avec le shérif et Blueberry, l'homme paie la caution pour faire libérer Blueberry qui, dès sa sortie, se dirige vers un bar et bat violemment son propriétaire et un joueur de cartes professionnel. C'est ainsi qu'il récupère son revolver.
Pendant qu'ils chevauchent vers fort Navajo, l'homme révèle son identité : « Je suis le général MacPherson, conseiller militaire du président des États-Unis... » Il explique que les chefs sudistes, juste avant la fin de la guerre de Sécession, ont expédié secrètement un demi-million de dollars américains en or au Mexique, le trésor des Confédérés. La lettre que Blueberry a trouvé sur le mort affirme qu'il existe, mais que seul un homme, sudiste, inconnu et en prison, pourra indiquer où il se trouve. MacPherson veut envoyer Blueberry en mission, car il est « décidément trop mal noté et trop indiscipliné pour faire un officier présentable ». Blueberry est réticent à accomplir une telle mission, mais MacPherson le menace de plusieurs maux. Blueberry se ravise.
Arrivés au fort, MacPherson ordonne que Blueberry soit immédiatement arrêté. Le général justifie sa décision par un désir de resserrer la discipline parmi les soldats de l'Ouest américain. Le lendemain, Blueberry est jugé et renvoyé de l'armée. Pendant qu'il prépare ses affaires, MacPherson le rejoint et lui explique que cela fait partie de son plan : Blueberry est « probablement épié » et un officier renvoyé de l'armée est moins suspect aux yeux des espions mexicains. Pour accomplir sa mission, Blueberry exige d'obtenir une prime : « Vous avez bien dit 5 % ?! » Le général accepte. Blueberry est cependant sceptique : « Je suis renvoyé de l'armée, et aussi sec, je vais me balader chez eux... La ficelle me paraît un peu grosse... » MacPherson explique comment ils ont « résolu ce problème à Washington ». 
Avant de se diriger vers la ville mexicaine de Chihuahua, située à 250 miles de fort Navajo, Blueberry fait un détour de trois jours à cheval pour retrouver MacClure. En inspectant son claim, Blueberry le découvre endormi par terre, « rond comme une barrique ». Après lui avoir fait prendre un bain forcé, il lui ordonne de « retrouver Red Neck » et d'emporter une « provision d'explosifs », les deux devant ensuite le rejoindre « discrètement et le plus vite possible à Chihuahua ». MacClure refuse de le suivre au Mexique, car il a « hérité du stock du claim ». À coups de revolver, Blueberry brise toutes les cruches d'alcool que MacClure se proposait de boire.

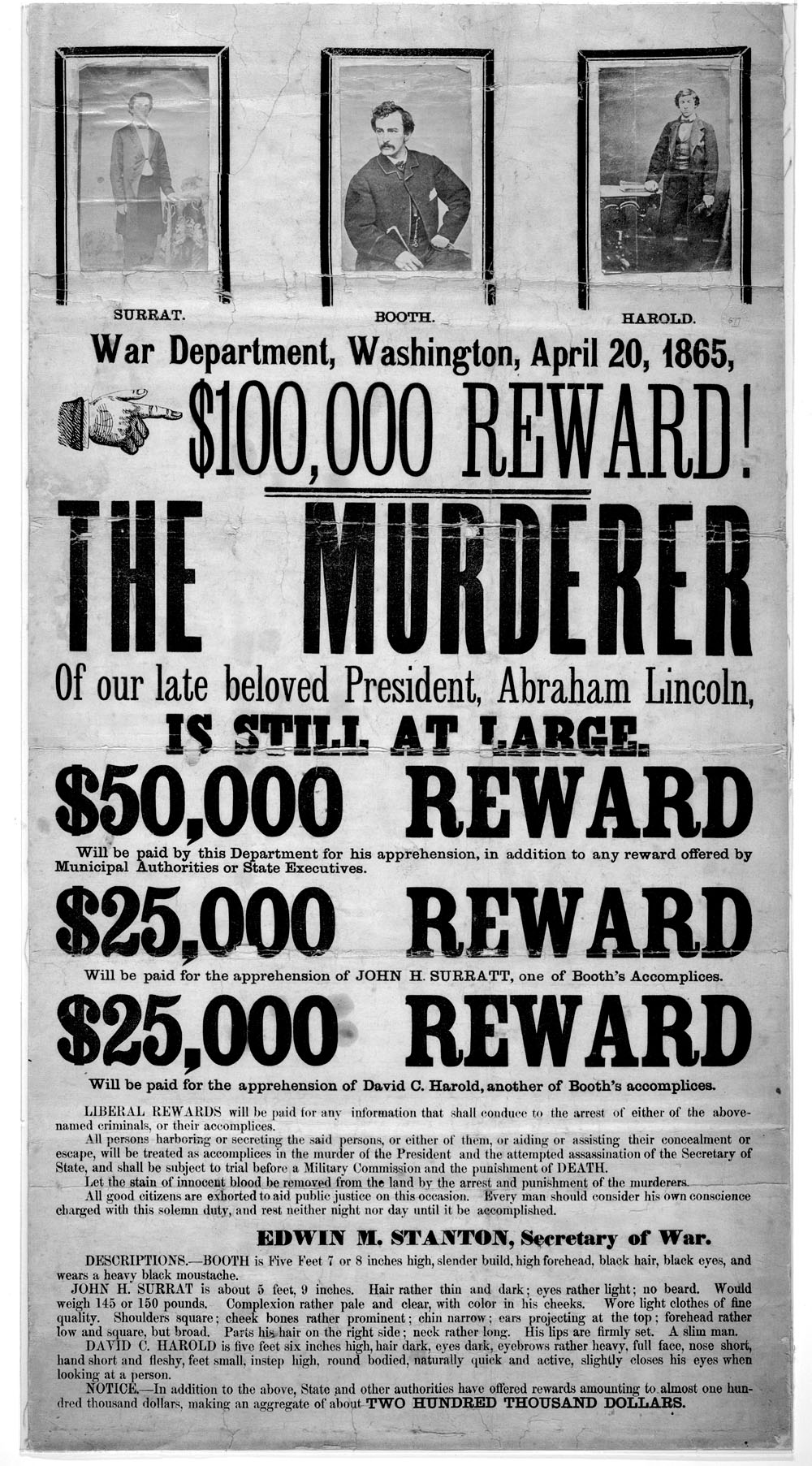
Avis de recherche avec prime de 100000 $ pour la capture de John Wilkes Booth, le meurtrier du président américain Abraham Lincoln, et deux de ses complices, David Edgar Herold et John Harrison Surratt.

Les deux se dirigent vers le sud et se séparent près de la ville de Gila, Blueberry ayant ses raisons. Dans Gila, MacClure aperçoit une affiche qui réclame Blueberry, vivant, contre une prime de 1 000 $. Il s'en empare et sort de la ville au galop pour retrouver Blueberry. Il ne peut croire ce qu'il a lu, mais Blueberry le rassure : « Tout ceci est une ruse des grosses têtes de Washington ». Blueberry décide de garder l'affiche en souvenir, mais MacClure affirme que « [c'est] de la dynamite ! » Blueberry croit au contraire que c'est une assurance-vie, car il est réclamé vivant.
« À deux jours de cheval, plus au nord », des jayhawkers menés par Finlay interceptent un message envoyé au président des États-Unis par le général MacPherson. Avec sa bande, Finlay décide de se rendre au Mexique pour s'emparer du trésor des Confédérés.
De son côté, Blueberry s'approche d'un petit village près de la frontière mexicaine. Avant d'y pénétrer, il cache un Derringer dans sa poche. Arrivé au village, qu'il trouve trop calme, il découvre un trading post. À l'intérieur, il commande différentes choses. Alors qu'il a le dos tourné à l'entrée, un chasseur de primes, Abe Donnogan, lui parle : « Pose tes mains à plat sur le comptoir, Blueberry ». Utilisant un subterfuge, Blueberry parvient à sortir le Derringer de sa poche et à désarmer Donnogan. Après l'avoir soigné, il menotte le patron du trading post et Donnogan à un cheval. Quelques minutes plus tard, le shérif du village se rend à l'église et force le curé, à la pointe de son revolver, à sonner douze coups de cloche : « Les Mexicains offraient cinq cents dollars de mieux [en surplus de la prime de 1 000 $] rien que pour être prévenus ! »

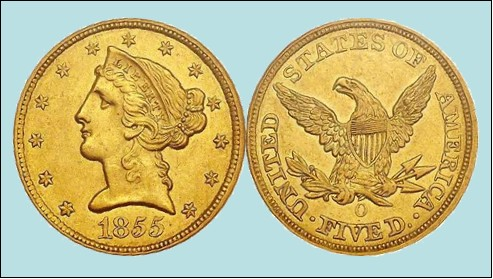
Pièces d'or américaines émises en 1855.

Plus au sud, des soldats mexicains menés par Vigo entendent la cloche sonner et se dirigent discrètement vers Blueberry qui se prépare à traverser un rio qui borde la frontière mexicaine, car il est poursuivi par un groupe mené par Donnogan. Lorsqu'il s'enfonce dans le Mexique, les soldats surgissent et tentent de le capturer. Blueberry retourne vers le rio et décide de lancer derrière lui les pièces d'or que le général MacPherson lui a remises. Plusieurs soldats s'arrêtent et ramassent les pièces : « Même en une vie, je ne gagnerais pas le quart de tout ça, compadre ! » Cependant, le cheval de Blueberry se brise une patte et ce dernier tente de traverser à pied la rivière, mais Vigo l'assomme d'un coup de machette et l'oblige à retourner au Mexique.
Par l'intimidation, Vigo tente d'obtenir de Blueberry ce qu'il sait à propos du trésor des Confédérés. S'appuyant sur l'avis de recherche qui le réclame vivant contre 1 000 $, Blueberry parvient à faire croire qu'il cherche seul le trésor, mais refuse de dire où il se dirige. « Rien de tel qu'une petite promenade pour délier les langues. » Attaché au cheval de Vigo, Blueberry s'évanouit après avoir été tiré par terre dans des épineux secs. L'un des soldats propose alors un plan qui amènera Blueberry à révéler l'endroit où se trouve le trésor. Le soir, un autre soldat négocie avec Blueberry la moitié du trésor contre sa liberté. Plus tard, la fuite des deux est remarquée, mais Vigo préfère continuer son sommeil car il a avalisé le plan.
Le lendemain matin, Blueberry s'enfuit en laissant derrière lui le soldat mexicain. Une semaine plus tard, il entre dans Chihuahua, « une ville l'on ne s'ennuie pas ! », car plusieurs Américains, sur la rue, boivent et fréquentent des femmes aux mœurs légères. Il se dirige ensuite vers la Casa Roja (littéralement, « Maison rouge » en espagnol), un bar possédant une scène. 
Dans la Casa Roja, Blueberry découvre une foule en effervescence : « De l'ambiance ce soir, hein ! » Lorsqu'un escamoteur, Boudini, tente de présenter son numéro, la foule refuse de le voir, lui lançant des objets. Quelques secondes plus tard, sa baguette est brisée par le tir précis de Lopez, gouverneur de l'État de Chihuahua. La raison de cette effervescence apparaît sur scène : une femme blonde peu habillée, Chihuahua Pearl.

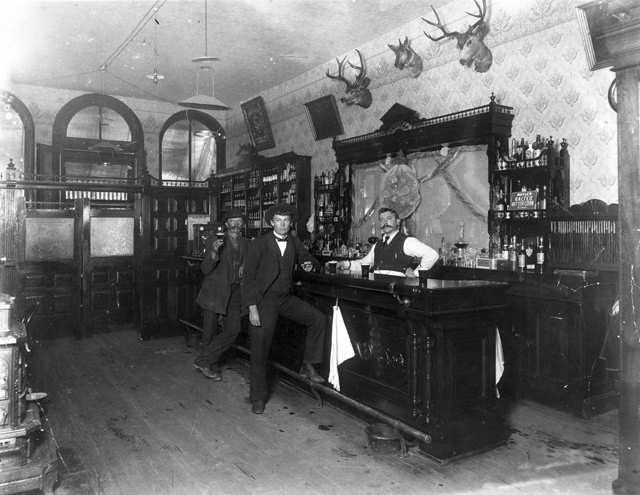
Un bar à Black Hawk, Colorado, en 1897.

En entendant chanter la femme, Blueberry s'exclame : « Cette fille a l'accent d'Atlanta ! » Son admiration est rapidement tempérée par une mise en garde du barman : « le gouverneur de la ville [...] considère que cette belle yankee lui est personnellement réservée ». Blueberry décide de rechercher son contact, un nommé « El Cuchillo » (littéralement, « Le Couteau » en espagnol). Alors qu'il se prépare à renoncer à le trouver, un jeune Mexicain vient lui porter un message. Quelques heures plus tard, l'émissaire d’El Cuchillo prend contact avec lui, c'est l'escamoteur Boudini.
Boudini mène Blueberry à El Cuchillo, c'est-à-dire Chihuahua Pearl. Une fois revenu de son étonnement, il demande des explications. La femme lui révèle que le détenteur du secret s'appelle Trevor et qu'il est emprisonné au « bagne-forteresse de Corvado ». Cependant, pour les autorités mexicaines, l'homme est un desperado que des soldats mexicains ont pourchassé. Soudainement, les deux entendent un bruit de bottes : « OUVREZ ! AU NOM DE LA LOI ! » Ne pouvant s'enfuir par la fenêtre, Blueberry embrasse subitement la femme.
Le gouverneur Lopez et ses hommes font irruption dans la chambre. Lorsque Lopez découvre Blueberry embrassant Chihuahua Pearl, il est furieux et exige des explications. La femme lui réplique : « Mike est un ami très cher ! [...] En quoi cela vous concerne-t-il ? » Lopez parti, Blueberry tente d'embrasser la femme à nouveau, mais elle lui donne une gifle. 
Après lui avoir donné des instructions, Chihuahua Pearl intime Blueberry de quitter au plus tôt sa chambre. Alors qu'il se dirige vers la sienne, un fouet vient s'enrouler autour de son cou. Il dégaine en direction de Lopez, mais deux hommes le saisissent par derrière, l'un tenant un couteau près de son cou : « Rengaine ta pétoire ou tu es mort ! » Lopez lui ordonne de quitter la ville, car « il y a trop de gens ici qui ne [l]’aiment pas ». Blueberry réplique : « Et… si je refuse ? » Ce à quoi Lopez répond : « Tu peux rester à Chihuahua [...] avec six pieds de bonne terre mexicaine sur le ventre ! »
Une fois Lopez parti, Boudini, caché dans une chambre voisine, attire l'attention de Blueberry. Ce dernier en profite pour lui demander de prendre contact avec MacClure et Red Neck et pour lui indiquer où il se trouvera dans les prochains jours. Par la suite, Blueberry s'éloigne à cheval de Chihuahua en direction de Corvado.

## Personnages principaux
- Blueberry : lieutenant de cavalerie renvoyé de l'armée et secrètement envoyé en mission pour récupérer le trésor des Confédérés[21].
- MacClure : vieil homme alcoolique[22] et « compagnon de plusieurs aventures de Blueberry »[23].
- Chihuahua Pearl : Une « show-girl américaine [...] blonde et capiteuse »[24] qui tente de mettre la main sur le trésor des Confédérés[25].
- Vigo : chef de soldats mexicains[26] qui tente de mettre la main sur le trésor des Confédérés[25].
- Finley et Kimball : Jayhawkers recherchés par les autorités américaines pour divers crimes[27]. Eux aussi tentent de mettre la main sur le trésor des Confédérés[25]. Ils apparaissent, ainsi que leur équipe, pour la première fois dans l'album Le Cavalier perdu.
- Lopez : gouverneur de l'État de Chihuahua[28] duquel Blueberry s'est fait un ennemi[19].

## Apparitions
- Jean-Michel Charlier (scénario) et Jean Giraud (dessin), Chihuahua Pearl, Dargaud, 1990, 48 p. (ISBN 978-2-205-04341-9)
- Jean-Michel Charlier (scénario) et Jean Giraud (dessin), L'Homme qui valait 500 000 $, Dargaud, 1984, 48 p. (ISBN 978-2-205-04342-6)

### Éditions
- Chihuahua Pearl, 1973, Dargaud, 48 p. 
  - Réédition en 1990.  (ISBN 978-2-205-04341-9)